# Edificio del Banco de Valencia
El edificio del Banco de Valencia es un edificio histórico situado en la calle Pintor Sorolla 2 y 4, esquina a la calle Juan de Austria de la ciudad española de Valencia. Fue construido en 1942 con proyecto inicial redactado por Francisco Almenar Quinzá, al posteriormente se añadió Javier Goerlich Lleó en 1935. La muerte de Almenar en marzo de 1936 y la guerra civil, retrasaron las obras, con lo que, al continuarse tras la guerra, se atribuyó enteramente a Goerlich, si bien sufrió distintas modificaciones posteriores. Fue la sede central del Banco de Valencia, y desde diciembre de 2017 lo es de Caixabank.
La imponente imagen que muestra este edificio resulta de un reajuste de proyecto respecto a la propuesta original. Goerlich realiza una primera propuesta en la que pone de manifiesto todo su potencial como arquitecto racionalista que se siente. Pero el promotor, el Banco de Valencia, no coincide en estos momentos con las ideas del autor, acudiendo a una solución más regionalista y casticista, propia del momento que se inicia en España tras la Guerra Civil.

## Descripción
El proyecto original constituía una muestra igualmente imponente al resultado final, si bien con una adscripción radicalmente diferente, donde se ponen de manifiesto las tendencias racionalistas vigentes en el momento. En el proyecto colaboran también, como equipo técnico al que más tarde el propio Banco felicitará, Vicente Traver Tomás, Antonio Gómez Davó y Francisco Almenar Quinzá. Grupo privilegiado en el panorama arquitectónico valenciano que supo responder con genialidad a las aspiraciones imagineras del promotor.
El edificio recoge, de este modo, la nueva tendencia desencadenada en el momento, que busca una arquitectura local, casticista, con una monumentalidad y signos de la propia cultura. Se trata de un edificio de corte clásico, en cuya fachada muestra una composición clásica de cuerpos, con una base, un cuerpo central y un remate. Adquiere una imponente presencia con un volumen de diez plantas de altura, siendo característico, a su vez, la solución curva del chaflán.
La base del edificio, de dos plantas de altura, se materializa con una zócalo de gran dimensión sobre el que apoya una serie de columnas clásicas. Entre ellas aparece el enrejado que ofrece la imagen de protección buscada por el Banco. El cuerpo central, seis alturas, recoge una distribución específica de la fenestración, con la presencia de miradores esbeltos hacia las calles laterales y una composición en chaflán centrada en el eje de la parcela. El remate del edificio se concreta mediante retranqueos en las dos últimas plantas y la coronación en templete circular sobre el chaflán.
De esta forma, la imagen de conjunto que ofrece en el chaflán curvo su máxima expresión, con una cascada de motivos perfectamente articulada y graduada en altura, donde la decoración protagoniza la máxima atención. Ese punto de encuentro entre las calles es el que recoge la mayor inversión y profusión en la decoración.
El programa responde, igualmente, a las expectativas del promotor, con plantas específicas en cada una de las alturas. En planta baja cobra un papel singular la entrada centrada sobre la curva de fachada, con una gran elocuencia de formas y espacios. Plantas diáfanas junto al acceso, y más compartimentadas en altura, responden a las necesidades específicas del uso. La escalera principal se sitúa al fondo de la parcela, sobre su eje, junto a un patio de luces que se dispone en ese punto. Dos patios menores se sitúan a medio camino, y dos escaleras laterales secundarias, que arrancan desde el segundo piso, enmarcan el chaflán en el interior.
Los materiales que terminan la fachada hablan también de la fragmentación clásica del edificio. La base de plantas baja y primera se define mediante la combinación de mármoles de dos colores que jugando con una rejería que incluye elementos dorados. El cuerpo central recoge, sobre una base inicial de ladrillo rojo, elementos decorativos de piedra caliza en combinación con materiales más populares y regionales como los azulejos. Esa misma piedra es la que protagoniza el cuerpo de remate y el templete de coronación del edificio.